# Джарти Василь Георгійович
Васи́ль Гео́ргійович Джарти́ (нар. 3 червня 1958, Роздольне, Старобешівський район, Сталінська область — 17 серпня 2011, Ялта) — український політик. Депутат ВРУ двох скликань, міністр охорони навколишнього природного середовища України (2006—2007), голова Ради Міністрів АР Крим (2010—2011).

## Біографія
Прізвище Джарти вказує на його походження з маріупольських (кримських) греків, чиїх предків наприкінці XVIII століття депортували з Кримського ханату в околиці сучасного Маріуполя.
З 1975 — учень чергового електрослюсаря з ремонту устатковання, шахта ім. Леніна, м. Макіївка. Навчався в інституті.
1981 — закінчив Донецький політехнічний інститут, за фахом — інженер-механік.
З 1981 — механік АТП 04671 м. Макіївки. Служив в армії, працював майстром СТО легкового транспорту м. Макіївки.
1988—1998 — керівник кооперативу «Гірняк», підприємства «Модуль5В», ТОВ «Квазар», експерт-консультант фірми «Ф плюс Ф».
З травня 1998 — заступник голови з питань діяльності виконавчих органів ради, Гірняцька райрада м. Макіївки.
З квітня 1999 — заступник міського голови з питань діяльності виконавчих органів ради, з травня 1999 — в. о. міського голови, зі січня 2000 – Макіївський міський голова.
2001 — став магістром держ. управління в Донецькому державному технічному університеті, аспірант Донецького національного університету економіки і торгівлі імені Михайла Туган-Барановського.
Листопад 2002 — лютий 2005 — 1-й заступник голови Донецької ОДА, депутат Донецької обласної ради.
Член Партії регіонів з 2001 року. 1-й заступник голови Політвиконкому. У 2005—2006 рр. очолював виборчий штаб партії.
Народний депутат України 6 каденції з 11.2007 від Партії регіонів, № 22 в списку. На час виборів: Міністр охорони навколишнього природного середовища України, член ПР. член фракції Партії регіонів (з 11.2007).
Народний депутат України 5-го скликання з 04.2006 від Партії регіонів (№ 22 в списку), заступник голови фракції(з 05.2006)
4 серпня 2006 — 18 грудня 2007 — міністр охорони навколишнього природного середовища України (в уряді Віктора Януковича).
17 березня 2010 — 17 серпня 2011 — голова Ради Міністрів АР Крим.

## Сім'я
Одружений. Доньки: Ольга та Вікторія (1980 р.н.). Обидві дочки відзначились швидким кар'єрним ростом. Ольга у 23 роки призначена заступником керівника Київської обласної митниці, а Вікторія у віці 31 року отримує посаду заступника голови Господарського суду Києва.

## Нагороди
Орден «За заслуги» II ст. (2011), III ст. (2002).

## Смерть
18 липня 2011 р. з'явились чутки про смерть В. Джарти, проте прес-служба Ради Міністрів Автономної Республіки Крим поширила повідомлення, що він перебуває у відпустці з 18 липня, і інформація про смерть не відповідає дійсності.
Наступного дня з'явилась інформація, оприлюднена теканалом ТСН, і поширена іншими ЗМІ, що В. Джарти переніс операцію у Москві, оскільки він має труднощі з функціонуванням підшлункової залози та онкологією. 23 липня Вадим Колесніченко підтвердив, що Голова Ради Міністрів АРК живий, перебуває в лікарні в Москві, куди він був доправлений літаком, оскільки він перебував у критичному стані.
8 серпня повернувся до Криму, де мав проходити курс реабілітації після перенесеної операції на підшлунковій залозі.
У ніч з 16 на 17 серпня Василь Джарти помер у кримському пансіонаті «Гліцинія», де проходив курс реабілітації після операції.
Могила Василя Джарти на цвинтарі «Червона гірка» в м. Макіївка вирізняється розкішшю.